# 芦秀梅
芦秀梅（1957年2月18日—2012年3月1日），毕业于中国歌剧舞剧院，中国大陆著名女高音歌唱家。丈夫為中国中央电视台春节联欢晚会前導演趙安。

## 生平

### 早年生活
1976年，文化大革命结束，恢复高考，芦秀梅考入了中国歌剧舞剧院。毕业后参与多部歌剧的演出。芦秀梅曾多次参加中央电视台春节联欢晚会。

### 去世
2012年3月1日，芦秀梅因癌症去世。
 

芦秀梅去世后，中国歌剧舞剧院官方讣告称：
中国歌剧舞剧院著名女高音歌唱家、国家一级演员芦秀梅，在与病魔顽强抗争四年之后，在3月1日因病去世，享年55岁。 
2012年3月7日，芦秀梅遗体告别仪式举行，安葬于北京八宝山革命公墓，文艺界名人宋祖英、杨澜夫妇、朱军夫妇、董文华、李双江夫妇、陈红、姜昆、毕福剑、徐沛东、黄宏、朱迅、孙悦、林依轮等都送去了花圈并亲临现场告别。

## 作品
- 《江姐》
- 《刘胡兰》
- 《古兰丹姆》
- 《金梭和银梭》
- 《春天在哪里》
- 《南湖颂》
- 《看秧歌》

## 公职
- 中国音乐家协会理事[1]
- 中国戏剧家协会会员[1]
- 中华全国总工会第十届执行委员[1]
- 中华人民共和国文化部优秀专家[1]

## 奖项
中国歌剧名家汇演中获特别贡献奖。